# 廣小路站 (富山縣)
廣小路站（日语：／ Hirokouji teiryūjō */?）是位於富山縣高岡市蘆原町和本丸町，萬葉線的電車站。在高岡站一側設有轉轍器，此站往高岡站方向為單線區間，越之潟方向為雙線區間。

## 電車站構造
電車站是地面車站，建設在共用行車道上，設有2面2線的相對式月台（千鳥式月台）。兩月台之間相隔一個路口，南邊為高岡站方向月台，北邊為越之潟方向月台。

## 歷史
- 1948年4月10日：富山地方鐵道地鐵高岡（現時：高岡站）至伏木港之間開通，此站啟用。當初車站名為湶町停留場
- 1958年5月7日：電車站改名為廣小路停留場。
- 1959年4月1日：轉讓路線給加越能鐵道。
- 2002年4月1日：轉讓路線給萬葉線[2]。
- 2024年9月28日：可使用ICOCA及全國通用IC卡付款[3]。

## 使用人數
本站的使用人數如下：
| 1日上落車人次 | 1日上落車人次 |
| 年度          | 1日平均人次   |
| ------------- | ------------- |
| 2011          | 440           |
| 2012          | 153           |
| 2013          | 451           |
| 2014          | 451           |
| 2015          | 423           |
| 2016          | 410           |
| 2017          | 254           |
| 2018          | 220           |
| 2019          | 105           |
| 2020          | 143           |
| 2021          | 160           |
| 2022          | 364           |

## 相鄰電車站
萬葉線
■萬葉線（高岡軌道線）
急診醫療中心前－廣小路－志貴野中學校前

## 外部連結
- 萬葉線廣小路站上行 （页面存档备份，存于）及下行 （页面存档备份，存于）時間表（日語）